# Eduard Mirto
Eduard Mirto (n. 1881, Turnu Măgurele, Teleorman, România – d. 1954, Sighetu Marmației, Maramureș, România) a fost un avocat și politician român, parlamentar și ministru în mai multe guverne PNȚ. 

## Biografie
Mirto s-a născut în 1881 în Turnu Măgurele și era de profesie avocat. După Primul Război Mondial a intrat în politică, în Partidul Național Țărănesc. 
Mirto a fost mai întâi subsecretar de stat în Ministerul de Interne (10 noiembrie 1928–7 martie 1930), apoi ministru al industriei și comerțului în perioada 7 martie–6 iunie 1930, în primul guvern condus de Iuliu Maniu, respectiv în cel al lui G. G. Mironescu. Apoi, pe 11 august 1932, devine ministru al lucrărilor publice și comunicațiilor, într-un guvern condus de Alexandru Vaida Voievod, rămânând în această funcție până în 13 noiembrie 1933.
În calitate de ministru al lucrărilor publice, Mirto se confruntă cu greva de la Atelierele CFR Grivița din februarie 1933. După ce a negociat cu liderii greviștilor unele revendicări economice, Mirto susținea că aceștia sunt simpatizanți comuniști și au revendicări politice, revendicările economice fiind satisfăcute (dar nu și aplicate încă). În cele din urmă, greva a fost soluționată violent, de către subsecretarul de stat de la interne Armand Călinescu.
Mirto a părăsit PNȚ-ul în 1935 și a fost membru fondator al Frontului Românesc, alături de alți foști fruntași țărăniști aflați în conflict cu Iuliu Maniu, cum ar fi Viorel Tilea, Sever Dan, Voicu Nițescu, fostul premier Gheorghe Mironescu, Iosif Blaga, Emil Hațieganu, Ion Buzdugan, Gheorghe Ionescu-Sisești sau preotul naționalist Ioan Moța (tatăl legionarului Ion I. Moța), dar și liberalul Constantin I. Angelescu. Partidul era condus de Alexandru Vaida-Voievod și era de orientare fascistă, dar mai moderat și mai puțin violent decât Mișcarea Legionară sau Partidul Național Creștin. Partidul se remarca de asemenea prin loialitatea puternică față de regele Carol al II-lea. Treptat, Vaida-Voievod încearcă să creeze o imagine a Frontului independentă de monarh, în ciuda faptului că Mirto făcea parte din camarila regală și era un apropiat al Elenei Lupescu. Apropierea lui Mirto față de rege și amanta sa l-a scăpat pe Mirto de problemele legale. De exemplu, în 1935, când Mircea Vulcănescu, pe atunci director general al Vămilor, a descoperit că Mirto avea o rețea de contrabandă, Vulcănescu a fost demis, iar Mirto nu a avut dosar penal. Mirto a continuat să joace un rol important și în timpul dictaturii regale, iar, după abdicarea lui Carol al II-lea și intrarea României în al Doilea Război Mondial, s-a întors în PNȚ. 
Mirto i-a părăsit din nou pe național-țărăniști în 1946, când a candidat din partea PNȚ-Alexandrescu pe listele Blocului Partidelor Democratice în circumscripția Slatina, fiind secundat de liderul tineretului comunist, Nicolae Ceaușescu. În ciuda sprijinului său pentru noua putere comunistă, Mirto a fost arestat în noaptea demnitarilor și întemnițat la Închisoarea Sighet, unde a decedat în 1954.